# Nom, adjectif et numéral en hongrois
Cet article traite des types de mots nominaux du hongrois, sauf les pronoms. Sont passés en revue, dans la vision de la grammaire traditionnelle, le nom, l’adjectif qualificatif et le numéral, avec les morphèmes qui expriment le nombre, les cas, l’objet possédé, le possesseur et les degrés de comparaison de l’adjectif.

## Le nom

### Changements dans les racines
Lorsqu’on lui ajoute diverses sortes de suffixes, la racine de certains noms reste inchangée (ember « homme », emberek « gens », az emberrel « avec l’homme », embere « son homme », etc. ; hajó « bateau », hajók « bateaux », hajóval « en bateau », hajója « son bateau », etc.), mais la plupart des racines subissent diverses modifications phonétiques, déterminées par certains suffixes, sans qu’il y ait de règles précises les concernant:
- Allongement de la voyelle finale de la racine :
  - a → á : alma « pomme », almák « pommes », almában « dans une pomme », almám « ma pomme », etc. ;
  - e → é : kefe « brosse », kefével « avec une brosse », keféd « ta brosse », etc.

- Chute de la voyelle devant la consonne finale de la racine : ajak « lèvre », ajkak « lèvres », ajkon « sur la lèvre », ajka « sa lèvre », etc. ; álom « rêve », álmok « rêves », álmom « mon rêve », etc. ; terem « salle », termek « salles », termünk « notre salle », etc. ; köröm « ongle », körmök « ongles », körmön « sur un ongle », körme « son ongle », etc.

- Raccourcissement de la voyelle devant la consonne finale de la racine :
  - á → a : pohár « verre », poharak « verres », poharastul « le verre y compris », poharam « mon verre », etc. ;
  - é → e : kéz « main », kezek « mains », kezestül « la main y compris », kezed « ta main » etc. ;
  - í → i : híd « pont », hidak « ponts », hidat « pont » à l’accusatif, etc. ;
  - ú → u : út « chemin », utak « chemins », utat « chemin » à l’accusatif, utunk « notre chemin », etc. ;
  - ű → ü : tűz « feu », tüzek « feux », tüzet « feu » à l’accusatif, tüzetek « votre feu », etc.

- Insertion d’un -v- entre la voyelle finale de la racine et le suffixe :
  - avec raccourcissement de la voyelle : ló « cheval », lovak « chevaux », lovon « à cheval », lovam « mon cheval », etc. ;
  - avec changement de la voyelle : (ó → a) : szó « mot », szavak « mots », szava « son mot », etc.

- Chute de la voyelle finale de la racine au pluriel et devant les suffixes possessifs de la 3e personne : borjú « veau », borjak « veaux », a tehén borja « le veau de la vache ».

- Métathèse entre les deux dernières consonnes de la racine : pehely « flocon », pelyhek « flocons », etc. ; teher « poids », terhek « poids » au pluriel, terhe « son poids », etc.

### Le genre naturel
Le hongrois ne connaît pas le trait grammatical du genre. Cependant, le genre naturel est exprimé, et il peut l'être par :
- des noms différents pour le masculin et le féminin : szerzetes « moine » / apáca « moniale » ;
- composition avec le mot nő « femme » comme second élément : titkár « secrétaire » homme / titkárnő « secrétaire » femme ;
- précision : par exemple, comme pour « petit-fils » et « petite-fille » il y a un seul mot, unoka, une grand-mère dira : Van egy unokám, egy kislány, littéralement, « J’ai un petit-enfant : une fillette ».

### Le pluriel
Le morphème du pluriel des noms est -k, sauf celui de l’objet possédé dans les constructions exprimant la possession.
La marque du pluriel s’ajoute directement aux singuliers terminés en voyelle. Celle-ci reste inchangée si elle est autre que a ou e : áru – áruk « marchandises », autó – autók « voitures », fésű – fésűk « peignes », kávé – kávék « cafés », nő – nők « femmes », taxi – taxik « taxis ».
Les voyelles finales a et e changent au pluriel en á et é, respectivement : utca – utcák « rues », lecke – leckék « leçons ».
Aux singuliers terminés en consonne, on ajoute le -k à l’aide d’une voyelle de liaison choisie généralement selon les règles de l’harmonie vocalique :
- -e- est employée pour la majorité des noms à voyelles antérieures : ember – emberek « hommes », föld – földek « terres », fül – fülek « oreilles », gép – gépek « machines ».

- -ö- est la voyelle de liaison pour le pluriel d’un grand nombre de noms dont la dernière voyelle est -ö ou -ő : bőrönd – bőröndök « valises », sofőr – sofőrök « chauffeurs ».

- -o- est utilisée :
  - pour la plupart des noms à voyelles postérieures : ablak – ablakok « fenêtres », állat – állatok « animaux », orvos – orvosok « médecins », osztály – osztályok « classes », udvar – udvarok « cours » (d'une maison), et
  - pour les noms à voyelles de catégories différentes : ajándék – ajándékok « cadeaux », irat – iratok « documents ».

- -a- relie la marque du pluriel à certains noms à voyelles postérieures : ágy – ágyak « lits », fal – falak « murs », fog – fogak « dents », lyuk – lyukak « trous », oldal – oldalak « pages » (de livre), ujj – ujjak « doigts ».

Parfois la forme du singulier est utilisée pour plusieurs objets. Dans les formes possessivées, sont concernées par cette singularité les parties du corps qui comptent au minimum deux exemplaires : Fáj a szemem « J’ai mal aux yeux », Mosd meg a fogadat! « Brosse-toi les dents ! ». Pour préciser qu’il s’agit d’une seule partie du corps, on emploie le mot (az) egyik « l’un/e des » ou, pour les parties du corps qui vont par deux ou plus, le mot fél « moitié » : fél fülére süket « il/elle est sourd/e d’une oreille », Kihúzták az egyik fogamat « On m’a arraché une dent ».
On utilise également le singulier à la place du pluriel quand celui-ci est indiqué par un adjectif numéral ou un complément du nom qui exprime la quantité : egy csomag cigaretta « un paquet de cigarettes », két kiló barack « deux kilos d’abricots », három ember « trois hommes », sok kérdés « beaucoup de questions ».
Certains noms sont perçus comme dénombrables dans certaines situations et comme indénombrables dans d’autres, et cette dernière perception vaut pour plus de noms en hongrois qu’en français. On dit, par exemple, Nem eszem körtét « Je ne mange pas de poires » (littéralement « Ne mange poire »), le nom étant ici perçu comme indénombrable, mais Ezek a körték jók « Ces poires sont bonnes », en pensant à plusieurs variétés de poires.
Le pluriel de l’objet possédé est marqué par le suffixe -i : sg. ház « maison » – pl. házak « maisons », mais sg. háza « sa maison » – pl. házai « ses maisons ».

### La déclinaison
Étant donné le caractère agglutinant du hongrois, où les rapports grammaticaux dans le cadre de la phrase simple s’expriment surtout par des suffixes, tous les linguistes ne sont pas d’accord pour appliquer à cette langue la notion de cas grammatical et, par conséquent, la notion de déclinaison. Si l’on considère que tous les suffixes formateurs de fonctions syntaxiques exprimées dans la phrase simple par des noms donnent naissance à un cas, on arrive au nombre de 34 cas. D’autres auteurs admettent la notion de suffixe casuel mais tous ne sont pas d’accord sur le nombre de cas. En général, on admet 17 suffixes de ce type (soit 18 cas avec le nominatif, à suffixe zéro), en les distinguant des autres suffixes formateurs de compléments par le fait qu’on peut les ajouter non seulement à des racines, mais aussi après d’autres suffixes, comme ceux du pluriel et les possessifs. Exemple de paradigme, en phrases :
| Cas                 | Suffixe           | Exemple                                 | Traduction                                              |
| ------------------- | ----------------- | --------------------------------------- | ------------------------------------------------------- |
| nominatif           | ∅                 | A ház magas.                            | La maison est haute.                                    |
| accusatif           | -t                | Eladtam a házat.                        | J’ai vendu la maison.                                   |
| datif               | -nak/-nek         | Ez jó a háznak.                         | C’est bon pour la maison.                               |
| instrumental        | -val/-vel         | Ezzel a házzal sok pénzt keresek.       | Avec cette maison, je gagne beaucoup d’argent.          |
| causal-final        | -ért              | Mindent megteszek ezért a házért.       | Je fais tout pour cette maison.                         |
| translatif-factitif | -vá/-vé           | A palota egyszerű házzá változott.      | Le palais se transforma en simple maison.               |
| inessif             | -ban/-ben         | A házban vagyok.                        | Je suis dans la maison.                                 |
| superessif          | -(o)n/-(e)n/-(ö)n | A házon van egy antenna.                | Sur la maison il y a une antenne.                       |
| adessif             | -nál/-nél         | Nincs asszony a háznál.                 | Il n’y a pas de femme à la maison.                      |
| sublatif            | -ra/-re           | Gólya szállt a házra.                   | Une cigogne s’est posée sur la maison.                  |
| délatif             | -ról/-ről         | A gólya elszállt a házról.              | La cigogne s’est envolée de la maison.                  |
| illatif             | -ba/-be           | Bemegyek a házba.                       | J’entre dans la maison.                                 |
| élatif              | -ból/-ből         | Kimegyek a házból.                      | Je sors de la maison.                                   |
| allatif             | -hoz/-hez/-höz    | Közel megyek a házhoz.                  | Je vais tout près de la maison.                         |
| ablatif             | -tól/-től         | Elmegyek a háztól.                      | Je m’en vais de la maison.                              |
| terminatif          | -ig               | Csak addig a házig megyek.              | Je ne vais que jusqu’à cette maison-là.                 |
| formatif            | -ként             | Lakóházként használják ezt az épületet. | On utilise ce bâtiment en tant que maison d’habitation. |
| essif-formel        | -ul/-ül           | Péter Annát társul fogadja.             | Péter accepte Anna comme associée.                      |

Remarques :
- Les grammaires du hongrois ne prennent pas en compte le cas génitif, bien qu’il y ait un suffixe propre au possesseur (voir plus bas Expression de la possession, Le possesseur).
- Si un nom reçoit plusieurs suffixes (possessif, de pluriel, casuel), le suffixe casuel est toujours le dernier. Par exemple, dans emberekről, « au sujet des hommes », devant le suffixe de délatif il y a aussi la marque du pluriel -k, avec la voyelle de liaison -e-[14].

- D’un côté, la plupart des suffixes casuels ont plusieurs sens, pouvant former plusieurs sortes de compléments. Par exemple l’ablatif, avec le suffixe -tól/-től, peut exprimer[15] :
  - le lieu depuis lequel on effectue un déplacement : Ellép a faltól « Il/Elle s’écarte du mur » ;
  - la personne de chez laquelle on effectue un déplacement : Az orvostól hazament « Il/Elle est rentré(e) de chez le médecin » ;
  - la personne de laquelle quelque chose provient : Ajándékot kapott a barátjától « Il/Elle a reçu un cadeau de son ami » ;
  - le moment à partir duquel une action est effectuée : Hétfőtől péntekig dolgozik « Il/Elle travaille du lundi au vendredi » ;
  - la cause : Reszket a hidegtől. « Il/Elle tremble de froid. »

- D’un autre côté, le même rapport grammatical peut être exprimé par plusieurs suffixes. Par exemple, le temps peut être exprimé par[16] :
  - -ban/-ben : Gyermekkoromban falun éltünk « Dans mon enfance, nous vivions à la campagne » ;
  - -on/-en/-ön : Szombaton nem dolgozik « Il/Elle ne travaille pas le samedi » ;
  - -nál/-nél : A vacsoránál mosolyogni láttuk « Nous l’avons vu(e) sourire lors du dîner ».

- Le système casuel du hongrois est très riche pour ce qui est de l’expression des rapports spatiaux, dinstinguant le lieu où une action est effectuée, celui vers lequel on effectue un déplacement et celui depuis lequel on effectue un déplacement[17] :
  - az épületben van (inessif) « être dans le bâtiment » – bemegy az épületbe (illatif) « entrer dans le bâtiment » – kimegy az épületből (élatif) « sortir du bâtiment » ;
  - az épületen van (superessif) « être sur le bâtiment » – felmegy a épületre (sublatif) « monter sur le bâtiment » – lejön az épületről (délatif) « descendre du bâtiment » ;
  - az épületnél van (adessif) « être au bâtiment » – az épülethez megy (allatif) « aller au bâtiment » – az épülettől jön (ablatif) « venir du bâtiment ».

- On peut exprimer les compléments à l’aide de postpositions aussi. Parfois le même rapport grammatical peut être exprimé par un suffixe ou une postposition, le nom n’étant pas muni de suffixe dans ce dernier cas : Az egyetemnél / egyetem mellett van egy cukrászda « Près de l’université il y a une pâtisserie »[18]. Plus rarement, le rapport grammatical est exprimé par un suffixe et une postposition, telle postposition régissant tel suffixe casuel. Exemples : a folyón túl « au-delà de la rivière », a közbelépésének köszönhetően « grâce à son intervention », a feleségével együtt « avec sa femme ».
- La plupart des suffixes provoquent des changements phonétiques dans la racine de la plupart des noms (voir plus haut Changements dans les racines).
- Le suffixe de l’accusatif, -t, s’ajoute aux mots terminés en consonne à l’aide d’une voyelle de liaison, généralement la même que celle utilisée devant le suffixe du pluriel -k, à l’exception de la plupart des noms terminés en j, l, ly, n, ny, r, s, sz, z ou zs, auxquels on ajoute le -t directement : baj – bajt « désagrément », asztal – asztalt « table », erkély – erkélyt « balcon », szín – színt « couleur », függöny – függönyt « rideau », ember – embert « homme », város – várost « ville », autóbusz – autóbuszt « autobus », doboz – dobozt « boîte », garázs – garázst « garage »[19].

### Autres suffixes formateurs de compléments
Les suffixes qui forment des compléments mais ne sont pas considérés comme casuels, parce qu’ils ne peuvent s’ajouter à un autre suffixe, sont les suivants :
| Suffixe                    | Ce qu’il exprime            | Exemple                                  | Traduction                                                        |
| -------------------------- | --------------------------- | ---------------------------------------- | ----------------------------------------------------------------- |
| -kor                       | le temps                    | Az előadás három órakor kezdődik.        | Le spectacle commence à trois heures.                             |
| -képp(en)                  | la manière                  | Példaképpen mutatok önnek egy fényképet. | En guise d’exemple, je vous montre une photo.                     |
| -nként                     | la régularité dans le temps | Hetenként kétszer látogat meg.           | Il/Elle me rend visite deux fois par semaine.                     |
| -nként                     | la réduction à l’unité      | Belépődíj személyenként harminc forint.  | Taxe d’entrée : trente forints par personne.                      |
| -nta/-nte                  | la régularité dans le temps | Hetente kétszer látogat meg.             | Il/Elle me rend visite deux fois par semaine.                     |
| -stul/-stül ou -stól/-stől | l’association               | Családostul/stól jött.                   | Il/Elle est venu(e) avec toute sa famille (sa famille y compris). |
| -tt/-t                     | le lieu                     | Pécsett = Pécsen                         | à Pécs                                                            |
| -tt/-t                     | le lieu                     | Győrött = Győrben                        | à Győr                                                            |
| -tt/-t                     | le lieu                     | Marosvásárhelyt = Marosvásárhelyen       | à Târgu Mureș                                                     |

### Expression de la possession
Il y a des différences notables entre les moyens d’expression de la possession en hongrois et ceux qui existent en français.

#### L’objet possédé
En hongrois il n’y a pas d’adjectifs possessifs. Le nom qui exprime l’objet possédé se voit ajouter des suffixes spécifiques. Ceux qui contiennent des voyelles ont des variantes en fonction des règles de l’harmonie vocalique :
| Nombre et personne du possesseur | Nombre et personne du possesseur | Un objet possédé      | Un objet possédé     | Un objet possédé      | Un objet possédé     | Plusieurs objets possédés | Plusieurs objets possédés | Plusieurs objets possédés | Plusieurs objets possédés |
| Nombre et personne du possesseur | Nombre et personne du possesseur | Racine en voyelle     | Racine en voyelle    | Racine en consonne    | Racine en consonne   | Racine en voyelle         | Racine en voyelle         | Racine en consonne        | Racine en consonne        |
| Nombre et personne du possesseur | Nombre et personne du possesseur | Voyelles postérieures | Voyelles antérieures | Voyelles postérieures | Voyelles antérieures | Voyelles postérieures     | Voyelles antérieures      | Voyelles postérieures     | Voyelles antérieures      |
| -------------------------------- | -------------------------------- | --------------------- | -------------------- | --------------------- | -------------------- | ------------------------- | ------------------------- | ------------------------- | ------------------------- |
| Singulier                        | 1re                              | ‑m                    | ‑m                   | ‑om, ‑am              | ‑öm, ‑em             | ‑(ja)im                   | ‑(je)im                   | ‑(j)aim                   | ‑(j)eim                   |
| Singulier                        | 2e                               | ‑d                    | ‑d                   | ‑od, ‑ad              | ‑öd, ‑ed             | ‑(ja)id                   | ‑(je)id                   | ‑(j)aid                   | ‑(j)eid                   |
| Singulier                        | 3e                               | ‑ja                   | ‑je                  | ‑(j)a                 | ‑(j)e                | ‑(ja)i                    | ‑(je)i                    | ‑(j)ai                    | ‑(j)ei                    |
| Pluriel                          | 1re                              | ‑nk                   | ‑nk                  | ‑unk                  | ‑ünk                 | ‑(ja)ink                  | ‑(je)ink                  | ‑(j)aink                  | ‑(j)eink                  |
| Pluriel                          | 2e                               | ‑tok                  | ‑tek, ‑tök           | ‑otok, ‑atok          | ‑ötök, ‑etek         | ‑(ja)itok                 | ‑(je)itek                 | ‑(j)aitok                 | ‑(j)eitek                 |
| Pluriel                          | 3e                               | ‑juk                  | ‑jük                 | ‑(j)uk                | ‑(j)ük               | ‑(ja)ik                   | ‑(je)ik                   | ‑(j)aik                   | ‑(j)eik                   |

Exemples :
| Suffixes sans -j-        | Suffixes sans -j-         | Suffixes avec -j-       | Suffixes avec -j-         |
| Un objet possédé         | Plusieurs objets possédés | Un objet possédé        | Plusieurs objets possédés |
| ------------------------ | ------------------------- | ----------------------- | ------------------------- |
| házam « ma maison »      | házaim « mes maisons »    | parkom « mon parc »     | parkjaim « mes parcs »    |
| házad « ta maison »      | házaid « tes maisons »    | parkod « ton parc »     | parkjaid « tes parcs »    |
| háza « sa maison »       | házai « ses maisons »     | parkja « son parc »     | parkjai « ses parcs »     |
| házunk « notre maison »  | házaink « nos maisons »   | parkunk « notre parc »  | parkjaink « nos parcs »   |
| házatok « votre maison » | házaitok « vos maisons »  | parkotok « votre parc » | parkjaitok « vos parcs »  |
| házuk « leur maison »    | házaik « leurs maisons »  | parkjuk « leur parc »   | parkjaik « leurs parcs »  |

Les variantes de suffixes avec j sont employés pour les mots finissant en consonne, mais pas toujours. Concernant leur utilisation il n’y a que deux règles précises :
- Les consonnes c, cs, dzs, sz, z, s, zs, j, ny, ty et gy sont suivies de suffixes possessifs sans j : agya « son cerveau ».
- Les mots terminés en ch et f reçoivent des suffixes avec j.

Pour le reste, on ne peut parler que de tendances, les exceptions étant nombreuses :
- Après les consonnes v, l, r, m, g et k, les variantes sans j sont plutôt fréquentes.
- Après b et v, ce sont les variantes avec j les plus fréquentes.
- Après n, p et t, la proportion est à peu près égale entre les deux variantes de suffixes.

Remarques :
1. L’ajout des suffixes possessifs provoque des modifications phonétiques dans la racine des noms (voir plus haut Changements dans les racines).
2. La marque du pluriel des objets possédés est -i au lieu de -k.
3. Le suffixe possessif peut être suivi d’un suffixe casuel : kertemben « dans mon jardin », kertedről « au sujet de ton jardin », kertünkig « jusqu’à notre jardin », etc. Le suffixe de l’accusatif, -t, peut être omis à la 1re et à la 2e personnes : Elvesztettem a tollam(at). « J’ai perdu mon stylo. », Mosd meg az kezed(et)! « Lave-toi les mains ! »
4. Les pronoms personnels sont employés devant l’objet possédé pour accentuer la personne du possesseur : az én könyvem « mon livre à moi », a te tollad « ton stylo à toi », etc. À la 3e personne du pluriel, la forme du pronom personnel est normalement ők « eux/elles », mais devant l’objet possédé il se réduit à ő, la même forme que celle de la 3e personne du singulier : az ő könyvük « leur livre », az ő tollaik « leurs stylos ». Le pronom de politesse ön « vous » étant de la 3e personne, son objet possédé reçoit des suffixes de cette personne : az ön könyve « votre livre » (un possesseur), az ön könyvei « vos livres » (un possesseur), az önök könyve « votre livre » (plusieurs possesseurs), az önök könyvei « vos livres » (plusieurs possesseurs).
5. Le nom à suffixe possessif est plus fréquent en hongrois que le nom à déterminant possessif en français : fejét rázza « il/elle hoche la tête », cigarettával a szájában « une cigarette à la bouche », gyűrűt hord a kisujján « il/elle porte une bague au petit doigt », eszébe jut « ça lui vient à l’esprit » ; dans les constructions exprimant la possession avec les équivalents du verbe « avoir » : Van kocsim. « J’ai une voiture. »
6. Le caractère exclusif de la possession par une certaine personne est exprimée à l’aide des mots saját « propre », tulajdon « propriété » ou maga (celui-ci avec un suffixe possessif : magam, magad, etc.) : Ezek a saját könyveim. « Ce sont mes propres livres. », Konfliktusban van a tulajdon családjával. « Il/Elle est en conflit avec sa propre famille. », Teheted a ingeidet a magam ruhái közé. « Tu peux mettre tes chemises parmi mes vêtements à moi. »

#### Le possesseur

##### Le suffixe possessif-nak/-nek
En général, le nom qui exprime le possesseur est employé sans suffixe casuel : Erzsi szoknyája « la jupe d’Erzsi », egy kislány gyűrűje « la bague d’une fillette ». Dans certains cas, par contre, il reçoit le suffixe de datif -nak/-nek, et l’objet possédé est muni de l’article défini. Cela arrive lorsque :
- On accentue un possesseur en opposition avec un autre : Erzsinek, és nem Marinak a szoknyája « la jupe d’Erzsi et pas celle de Mari ».
- Devant le possesseur il y a un adjectif démonstratif, qui reçoit le même suffixe : ennek a kislánynak a gyűrűje « la bague de cette fillette ».
- Le possesseur est le dernier d’une série de possesseurs : Pista nagyapja barátjának a kutyája « le chien de l’ami du grand-père de Pista ».
- Entre le possesseur et l’objet possédé il y a un autre élément : Olvastad az írónak azt a könyvét, ami Libanonról szól ? « Tu as lu celui des livres de l’écrivain où il s’agit du Liban ? »
- L’objet possédé est exprimé devant le possesseur : Péter is nagy tisztelője a festőnek. « Péter aussi est un grand admirateur du peintre. »
- Le possesseur est suivi d’une apposition, qui reçoit le même suffixe : Megtalálták Gábornak, a szőke kisfiúnak a rajzait. « On a trouvé les dessins de Gábor, le petit garçon blond. »

Le possesseur se voit ajouter le suffixe -nak/-nek dans la construction possessive avec les verbes van/lesz « être » et nincs « ne pas être », le hongrois ne possédant pas de verbe équivalent exact du verbe « avoir » : Kovácsnak új kocsija van / volt / lesz. « Kovács a / avait / aura une voiture neuve. », Kovácsnak nincs / nem volt / nem lesz kocsija. « Kovács n’a / n’avait / n’aura pas de voiture. »

##### Le suffixe possessif-é
Ce suffixe est ajouté au nom exprimant le possesseur, dans deux situations :
- quand le possesseur a la fonction d’attribut : A kocsi a vállalaté « La voiture est à l’entreprise » ;
- pour se référer à un objet possédé exprimé avant le possesseur : Ma minden könyvtár zárva van, csak az egyetemé nem « Aujourd’hui toutes les bibliothèques sont fermées, sauf celle de l’université ».

On ajoute à ce suffixe la marque du pluriel -i, dans le cas de plusieurs objets possédés : Ezek a könyvek a Gáboréi « Ces livres sont à Gábor ».
Le suffixe -é peut aussi être ajouté à un nom exprimant l’objet possédé, muni donc du suffixe adéquat. Dans ce cas, les voyelles a et e que comporte ce suffixe à la 3e personne du singulier s’allongent : a nagyapám barátja « l’ami de mon grand-père » – A kutya a nagyapám barátjáé « Le chien est à l’ami de mon grand-père ».
Le suffixe -é peut être suivi d’un suffixe casuel : Nincs kocsim, ezért a barátoméval megyek « Je n’ai pas de voiture, c’est pourquoi je prends celle de mon ami ».

## L’adjectif qualificatif
L’adjectif peut avoir la fonction d’épithète ou d’attribut.
En tant qu’épithète, l’adjectif est toujours placé devant le nom qu’il détermine et ne s’accorde pas en nombre et en cas avec celui-ci : gyönyörű táj « un paysage merveilleux », gyönyörű tájak « des paysages merveilleux », Gyönyörű tájakat láttam « J’ai vu des paysages merveilleux ».
L’adjectif peut avoir à son tour une épithète : világos kék kabát « un manteau bleu clair ». Les adjectifs dérivés de noms avec le suffixe -(j)ú/-(j)ű ne peuvent même pas être utilisés sans épithète : kellemes kinézetű hölgy « une dame à l’aspect agréable ».
L’adjectif peut être substantivé : Kérd föl táncolni azt a barnát! « Invite à danser cette brune-là ! »
Quelques adjectifs peuvent remplacer les adverbes qui en sont dérivés : Szakadatlan / Szakadatlanul esik az eső « Il pleut sans cesse ».

### Le pluriel et la déclinaison des adjectifs
L’adjectif se met au pluriel seulement quand il a la fonction d’attribut, avec le suffixe -k : Szépek ezek a virágok « Elles sont belles, ces fleurs » L’ajout de -k se fait dans les variantes ci-après :
- Les singuliers terminés en ó ou i reçoivent le -k directement, sans changement de ces voyelles : apró → aprók « menu(e)s », kicsi → kicsik « petit(e)s ».
- Les voyelles finales a et e s’allongent : ritka → ritkák « rares », szőke → szőkék « blond(e)s ».
- Les adjectifs terminés en i dérivés de noms se voient ajouter le -k à l’aide d’une voyelle de liaison :
  - -a- : amerikai → amerikaiak « américain(e)s », falusi → falusiak « campagnard(e)s » ;
  - -e- : bécsi → bécsiek « viennois(e)s ».

- Les adjectifs terminés en ú nécessitent la voyelle de liaison -a- : hosszú → hosszúak « long(ue)s ».

- La voyelle finale ű est suivie de la voyelle de liaison -e- : újszerű → újszerűek « modernes ».

Les adjectifs terminés en consonne forment le pluriel comme les noms en consonne et se déclinent comme ceux-ci, mais seulement quand ils sont substantivés. Les modifications phonétiques causées par les suffixes sont généralement les mêmes que dans les noms, ainsi que les règles d’application des voyelles de liaison.

### Les degrés de comparaison
| Positif    | Positif        | Positif        | szigorú « sévère »                                              |
| Comparatif | de supériorité | de supériorité | sigorúbb (, mint) « plus sévère (que) »                         |
| Comparatif | d’égalité      | d’égalité      | ugyanolyan szigorú (, mint) « aussi sévère (que) »              |
| Comparatif | d’infériorité  | d’infériorité  | kevésbé szigorú (, mint) « moins sévère (que) »                 |
| Superlatif | relatif        | de supériorité | a legszigorúbb [a(z) … közül] « le/la plus sévère (de) »        |
| Superlatif | relatif        | d’infériorité  | a legkevésbé szigorú [a(z) … közül] « le/la moins sévère (de) » |
| Superlatif | absolu         | absolu         | nagyon szigorú « très sévère »                                  |

Remarques :
- Le comparatif de supériorité[25] a la marque -bb, et le terme de comparaison est introduit par la conjonction mint, mais peut aussi être exprimé par le suffixe -nál/-nél : A kávé jobb, mint a tea / A kávé jobb a teánál « Le café est meilleur que le thé ».

- Le suffixe -bb s’ajoute aux adjectifs des façons suivantes :
  - À ceux terminés en une voyelle autre que a ou e, il s’ajoute directement, sans changement de quantité vocalique : régi → régibb « plus ancien(ne) », olcsó → olcsóbb « meilleur marché », szomorú → szomorúbb « plus triste », keserű → keserűbb « plus amer/amère ».
  - À ceux terminés en a ou en e, le suffixe est ajouté toujours directement, mais avec allongement de ces voyelles : drága → drágább « plus cher/chère », szőke → szőkébb « plus blond(e) ».
  - À ceux terminés en consonne, on applique les voyelles de liaison a ou e : fiatal → fiatalabb « plus jeune », öreg → öregebb « plus vieux/vieille ».

- Le superlatif relatif de supériorité se forme avec le préfixe leg- appliqué à la forme du comparatif de supériorité. Pour certains adjectifs on omet le suffixe du comparatif : legalsó « le/la plus bas(se) », legfelső « le/la plus haut(e) », leghátsó « le/la plus en arrière », legutolsó « le/la tout(e) dernier(ière) », legvégső « le/la tout(e) dernier(ière) ».

- Il y a un préfixe qui accentue le superlatif relatif de supériorité : a legeslegjobb « le/la meilleur(e) parmi les meilleur(e)s ». La même nuance peut être exprimée par l’adjectif lehető : a lehető legjobb « le/la meilleur(e) possible ».

- Les adjectifs composés ayant les éléments relativement peu soudés, terminés en ú/ű, se décomposent aux degrés de comparaison : jóízű « savoureux(euse) » → jobb ízű « plus savoureux(euse) », a legjobb ízű « le/la plus savoureux(euse) ».

- Il y a un suffixe appelé « d’individualisation », -ik, qu’on peut ajouter à la forme du comparatif de supériorité ou du superlatif relatif de supériorité, et qui se réfère à un nom exprimé auparavant : Két lánya van. A kisebbik még iskolába jár « Il/Elle a deux filles. La plus jeune est encore élève » ; Van ott néhány csavarhúzó. Hozd ide a legnagyobbikat! « Il y a là quelques tournevis. Apporte-moi le plus gros ! »

- Il existe des adjectifs à suffixe de comparatif mais sans la valeur de ce degré : egy idősebb úr « un monsieur d’un certain âge » (littéralement, « un monsieur plus âgé »). Avec un sens intensif, on utilise la construction illustrée par l’exemple szebbnél szebb lányok « des filles l’une plus belle que l’autre » (littéralement, « des filles plus belles que belles »).

## Les numéraux
Dans les grammaires du hongrois on traite des numéraux cardinaux, ordinaux, indéfinis et fractionnaires, ainsi que de l’expression du multiplicateur et des formes adverbiales du numéral.

### Les numéraux cardinaux
En général, les numéraux cardinaux ont deux formes, par exemple három et hármas « trois ». La première est utilisée pour compter, pour déterminer un nom (három szoba « trois chambres »), pour substituer celui-ci quand il est sous-entendu (Hány szobájuk van ? – Három. « Combien de chambres avez-vous ? – Trois. »), et pour désigner un chiffre dans un nombre : háromszáz « trois cents ». La deuxième forme se construit avec le suffixe -(a)s/-(e)s/-(o)s/-(ö)s, étant l’appellation du chiffre ou du nombre : A hármas a szerencsés számom. « Le trois est mon nombre chanceux. » Cette forme aussi peut être utilisée en fonction d’épithète : a hármas szoba « la chambre trois ».
Le numéral egy « un(e) » est toujours accentué, ce qui le distingue de l’article indéfini egy, toujours atone. Sa deuxième forme est egyes.
Exceptionnellement, il y a trois mots qui correspondent à « deux » : két est seulement déterminant (két ház « deux maisons »), kettő sert à compter et à substituer un nom, kettes est l’appellation du chiffre.
Les autres chiffres sont négy – négyes « quatre », öt – ötös « cinq », hat – hatos « six », hét – hetes « sept », nyolc – nyolcas « huit », kilenc – kilences « neuf », nulla « zéro ».
Les dizaines : tíz – tizes « dix », húsz – huszas « vingt », harminc – harmincas « trente », negyven – negyvenes « quarante », ötven – ötvenes « cinquante », hatvan – hatvanas « soixante », hetven – hetvenes « soixante-dix », nyolcvan – nyolcvanas « quatre-vingts », kilencven – kilencvenes « quatre-vingt-dix ».
100 – száz – százas
1000 – ezer – ezres
1 000 000 – egy millió
1 000 000 000 – egy milliárd
De 11 à 19 et de 21 à 29, les nombres se forment selon la formule : chiffre des dizaines + le suffixe du cas superessif -(e)n/-(o)n + chiffre des unités : tizenegy « onze », huszonhárom « vingt-trois ».
À partir de 31, les nombres se forment par composition directe : harmincegy « trente et un », háromszáznyolcvanhat 386, ezerkilencszázötvenhat 1956.
Les numéraux se déclinent comme les noms, s’ils sont utilisés en tant que tels : egyet (accusatif) « un(e) », háromban (superessif) « dans trois », tíznek (datif) « à dix », etc. En fonction de déterminant, ils sont invariables, et c’est le nom déterminé qui se décline, mais toujours au singulier : négy esetben « dans quatre situations ».

### Les numéraux ordinaux
Les ordinaux correspondant à egy et à kettő sont des formes supplétives : az első « le/la premier(ière) » et a második « le/la deuxième », respectivement. Les autres se forment à partir des cardinaux, avec le suffixe -(a)dik/-(e)dik/-(o)dik/-(ö)dik : a harmadik « le/la troisième », a negyedik « le/la quatrième », az ötödik « le/la cinquième », a hatodik « le/la sixième ».
Après 10, les numéraux ordinaux correspondant aux cardinaux 11, 12, 21, 22, etc., se forment eux aussi régulièrement : a tizenegyedik « le/la onzième », a huszonkettedik « le/la 22e ».
Dans les mots composés, le suffixe de formation des ordinaux se réduit à -(a)d/-(e)d/-(o)d/-(ö)d : másodéves / harmadéves / negyedéves / ötödéves egyetemista « étudiant(e) en deuxième / troisième / quatrième / cinquième année ».

### Numéraux indéfinis
Dans cette catégorie on inclut des mots qui expriment une quantité imprécise : sok « beaucoup », kevés « peu », számos « nombreux(euse) », rengeteg « énormément », néhány « quelques », egy csomó « un tas », maroknyi « une poignée ».
Sok et kevés se comportent en adjectifs et ont des degrés de comparaison : több « plus » (forme supplétive correspondant à sok), a legtöbb « le plus », kevesebb (comparatif régulier) « moins », a legkevesebb « le moins ».

### Expression du multiplicateur
Le multiplicateur se forme du numéral cardinal, avec le suffixe -szor/-szer/-ször : egyszer « une fois », háromszor « trois fois », ötször « cinq fois ».
Le même suffixe est ajouté aux ordinaux également, sans leur -ik : másodszor « la deuxième fois », negyedszer « la quatrième fois », ötödször « la cinquième fois ». Először « la première fois » est une exception.
Certains numéraux indéfinis aussi peuvent recevoir ce suffixe : sokszor « beaucoup de fois », többször « plus de fois », néhányszor « quelques fois », rengetegszer « énormément de fois ».

### Les numéraux fractionnaires
Les numéraux fractionnaires se forment des numéraux cardinaux, avec le suffixe -(a)d/-(e)d/-(o)d/-(ö)d : harmad « tiers », negyed « quart », ötöd « cinquième », hatod « sixième ». Les fractionnaires forment des mots composés avec les cardinaux : kétharmad « deux tiers », háromnegyed « trois quarts ». Des exceptions : fél « moitié » et másfél « un(e) et demie ».
Les fractions décimales s’expriment comme dans les exemples egy egész három tized (littéralement, « un entier trois dixièmes ») 1,3 ; két egész öt század (litt. « deux entiers cinq centièmes ») 2,05.
Le pourcentage s’exprime avec le mot százalék, et « pour mille » avec ezrelék : huszonöt százalék 25 %, öt ezrelék 5 ‰.

### Formes adverbiales
Les numéraux cardinaux et les indéfinis peuvent recevoir certains suffixes modaux, dont deux sont plus fréquents :
- Le suffixe -an/-en indique le nombre de personnes participant à une action : Öten szálltunk be a kocsiba « Nous sommes montés cinq dans la voiture », Százan jelentkeztek erre az állásra. « Cent personnes ont postulé pour cet emploi. »

- Le suffixe -ban/-ben, utilisé seulement avec kettes, hármas et négyes, exprime l’intimité de personnes limitée au nombre en question : kettesben « à deux », hármasban « à trois », négyesben « à quatre » : Kettesben töltöttük az estét. « Nous avons passé la soirée à deux. »

## Sources bibliographiques
- (hu) A. Jászó, Anna (dir.), A magyar nyelv könyve [« Le livre de la langue hongroise »], 8e édition, Budapest, Trezor, 2007,  (ISBN 978-963-8144-19-5) (consulté le 10 février 2017)
- (hu) Antal, László, Egy új magyar nyelvtan felé [« Vers une nouvelle grammaire hongroise »], Budapest, Magvető Kiadó, 1977
- (hu) É. Kiss, Katalin (dir.), Új magyar nyelvtan [« Nouvelle grammaire hongroise »], Budapest, Osiris Kiadó, 2003
- (hu) Erdős, József (dir.), Küszöbszint. Magyar mint idegen nyelv [« Un niveau-seuil. Hongrois langue étrangère »], 2001 (consulté le 10 février 2017)
- (hu) Keszler, Borbála (dir.), Magyar grammatika [« Grammaire hongroise »], Budapest, Nemzeti Tankönyvkiadó, 2000,  (ISBN 963-19-2499-8)
- (hu) Kiefer, Ferenc (dir.), A magyar nyelv kézikönyve [« Guide de la langue hongroise »], Budapest, Akadémiai Kiadó, 2003
- (hu) Kiefer, Ferenc, « Alaktan » [« Morphologie »], Kiefer, Ferenc (dir.), Magyar nyelv [« Langue hongroise »], Budapest, Akadémiai Kiadó, 2006,  (ISBN 963 05 8324 0)
- (hu) Kiefer, Ferenc, Strukturális magyar nyelvtan [« Grammaire structurale du hongrois »], t. III, Budapest, Akadémiai Kiadó, 2005
- Lelkes, István, Manuel de hongrois, Budapest, Tankönykiadó, 1979,  (ISBN 963-17-4426-4)
- (hu) Nagy, Kálmán, Kis magyar nyelvtankönyv [« Petite grammaire du hongrois »], Bucarest, Kriterion, 1980
- Szende, Thomas et Kassai, Georges, Grammaire fondamentale du hongrois, Paris, Langues & Mondes – L’Asiathèque, 2001,  (ISBN 2-911053-61-3)
- (hu) Tompa, József (dir.), A mai magyar nyelv rendszere [« Le système de la langue hongroise contemporaine »], Budapest, Akadémiai Kiadó, 1961